# Makamba

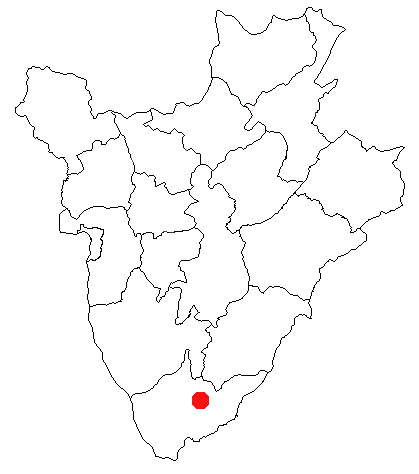
Makambas läge i Burundi.

Makamba är administrativ huvudort för provinsen Makamba samt kommunen Makamba i södra Burundi. Folkmängden uppgick till 9 396 invånare vid folkräkningen 2008.